# Estación de Vila Nova de Cerveira
La Estación Ferroviaria de Vila Nova de Cerveira, igualmente conocida como Estación de Vila Nova de Cerveira, es una plataforma ferroviaria de la Línea del Miño, que sirve la localidad de Vila Nova de Cerveira, en Portugal.

## Características
Se encuentra junto al Barrio del Alto das Veigas, en la localidad de Vila Nova de Cerveira.
En 2010, contaba con 2 vías de circulación, ambas con 215 metros de longitud; las dos plataformas tenían ambas 128 metros de extensión, pero una presentaba 30 centímetros de altura, y la otra, 70 centímetros.
En marzo de 2011, esta plataforma era utilizada por servicios Regionales, Interregionales e Internacionales de la transportista Comboios de Portugal.